# بريجيت هيورت سورينسن
بريجيت هيورت سورينسن (بالدنماركية: Birgitte Hjort Sørensen)‏ هي ممثلة دنماركية، ولدت في 16 يناير 1982 في هيليرود في الدنمارك.

## أعمال

### أفلام
- (2010) الحقيقة عن الرجال[8]
- (2014) أوتوماتا
- (2014) حسب ترتيب الاختفاء[9][10]
- (2015) طبقة الصوت المثالية 2[11][12]

## وصلات خارجية
- الموقع الرسمي
- بريجيت هيورت سورينسن على موقع IMDb (الإنجليزية)
- بريجيت هيورت سورينسن على موقع قاعدة بيانات الأفلام العربية
- بريجيت هيورت سورينسن على موقع ألو سيني (الفرنسية)
- بريجيت هيورت سورينسن على موقع أول موفي (الإنجليزية)
- بريجيت هيورت سورينسن على موقع قاعدة بيانات برودواي على الإنترنت (الإنجليزية)
- بريجيت هيورت سورينسن على موقع قاعدة بيانات الأفلام السويدية (السويدية)
- بريجيت هيورت سورينسن على موقع قاعدة بيانات الفيلم (الإنجليزية)
- بريجيت هيورت سورينسن على موقع كينوبويسك (الروسية)